# Отаџбина (часопис)
Отаџбина, недјељник за политику, просвјету и привреду је лист који је излазио у периоду од 1923. године до 1925. године. Отаџбина је за вријеме свог постојања била лист Демократске странке, а затим Самосталне демократске странке у Босни и Херцеговини. Новине су штампане у највећем и главном граду Босанске Крајине, Бања Луци.

## Историјат
Овај лист, је основала Демократска странка, дајући му име Отаџбина, како би придобили поборнике социјалне филозофије Петра Кочића у Крајини, гдје је обични народ, сељаштво, било у првом плану. Први број Отаџбине је изашао 26. августа 1923. у Бања Луци, а у уводном дијелу изложен је програм новог листа. Отаџбина је била лист, који су издавали заговорници јединствене југословенске државе. У уводним текстовима, првог броја Отаџбине, могло се прочитати да ће овај лист заступати интересе Босанске Крајине и радити за добро државе, као и за њено јединство. Идеал Демократске странке, како се наводи на крају уводне ријечи је био просперитет и јединство државе. Лист је редовно на уводном мјесту доносио политички чланак са својим коментаром упереним против Радикала, Земљорадника, федералиста, сепаратиста и клерикалаца, а онда је у обимном Политичком прегледу доносио, стално исцрпан и јасан преглед важних политичких догађаја у свијету и код нас.
Власник листа била је у почетку Демократска странка, а касније након цијепања саме Демократске странке лист је постао орган Самосталне демократске странке. Лист је уређивао Редакциони одбор. Одговорни уредници били су: Богдан Станковић од броја 1 до 3 током1923, Ђоко Бркић од броја 4 током 1923. до 93 током 1925. и Шпиро Боцарић од броја 94 до 100 током 1925. Сваки број Отаџбине је у свом садржају имао више рубрика. У рубрикама Наши дописи, Дневне вести и Градска кроника становништво је могло у најкраћим цртама да добије информације о најзначајнијим догађајима у Бања Луци и Босанској Крајини, затим су слиједиле рубрике Народно здравље, Привреда, Соколство и Спорт. Како би се још више приближили Кочићевој "Отаџбини", то јесте онима који су читали тај лист, од деветог бтоја, уведена је рубрика Суви зулуми. Посљедња страна била је резервисана за огласе. У фељтону и подлистку објављено је више занимљивих чланака. У складу са самом политиком странке, лист је оштру полемику водио са радикалском Српском ријечи и земљорадничким Тежачким покретом.
Отаџбина, недјељник за политику, просвјету и привредује је штампана на два писма, ћирилицом и латиницом у више бањалачких штампарија, штампарији "С. Угреновић и синови", штампарији "Душан Угреновић" и штампарији "Глас Крајине". Излазила је једанпут недјељно. Лист је излазио само двије године, а посљедњи број је изашао 3. октобра 1925. Укупно је изашао 161 број.